# 半夜月駅
半夜月駅（パニャウォルえき）は、大韓民国大邱広域市東区にある大邱交通公社1号線の駅である。駅番号は144。

## 駅構造
- 相対式ホーム2面2線の地下駅。

## 駅周辺
- 安心郵便局
- 東部高等学校
- 安心中学校
- 半夜月初等学校
- 大邱総合社会福祉館
- 安心3・4洞住民センター

## 歴史
- 1998年5月2日 - 開業。

## 利用状況
| 路線   | 利用人数 | 利用人数 | 利用人数 | 利用人数 | 利用人数 | 利用人数 | 利用人数 | 利用人数 | 利用人数 | 利用人数 |
| 路線   | 1998年   | 1999年   | 2000年   | 2001年   | 2002年   | 2003年   | 2004年   | 2005年   | 2006年   | 2007年   |
| ------ | -------- | -------- | -------- | -------- | -------- | -------- | -------- | -------- | -------- | -------- |
| ●1号線 | 1661人   | 2480人   | 不明     | 2448人   | 2526人   | 1367人   | 2397人   | 2351人   | 2606人   | 2590人   |

## 隣の駅
大邱交通公社
●1号線
新基駅 (143) - 半夜月駅 (144) - 角山駅 (145)